# Stoke Row
Stoke Row – wieś w Anglii, w hrabstwie Oxfordshire, w dystrykcie South Oxfordshire. Leży 28 km na południowy wschód od Oksfordu i 62 km na zachód od Londynu.